# Institut Kaiser-Wilhelm d'anthropologie, d'hérédité humaine et d'eugénisme

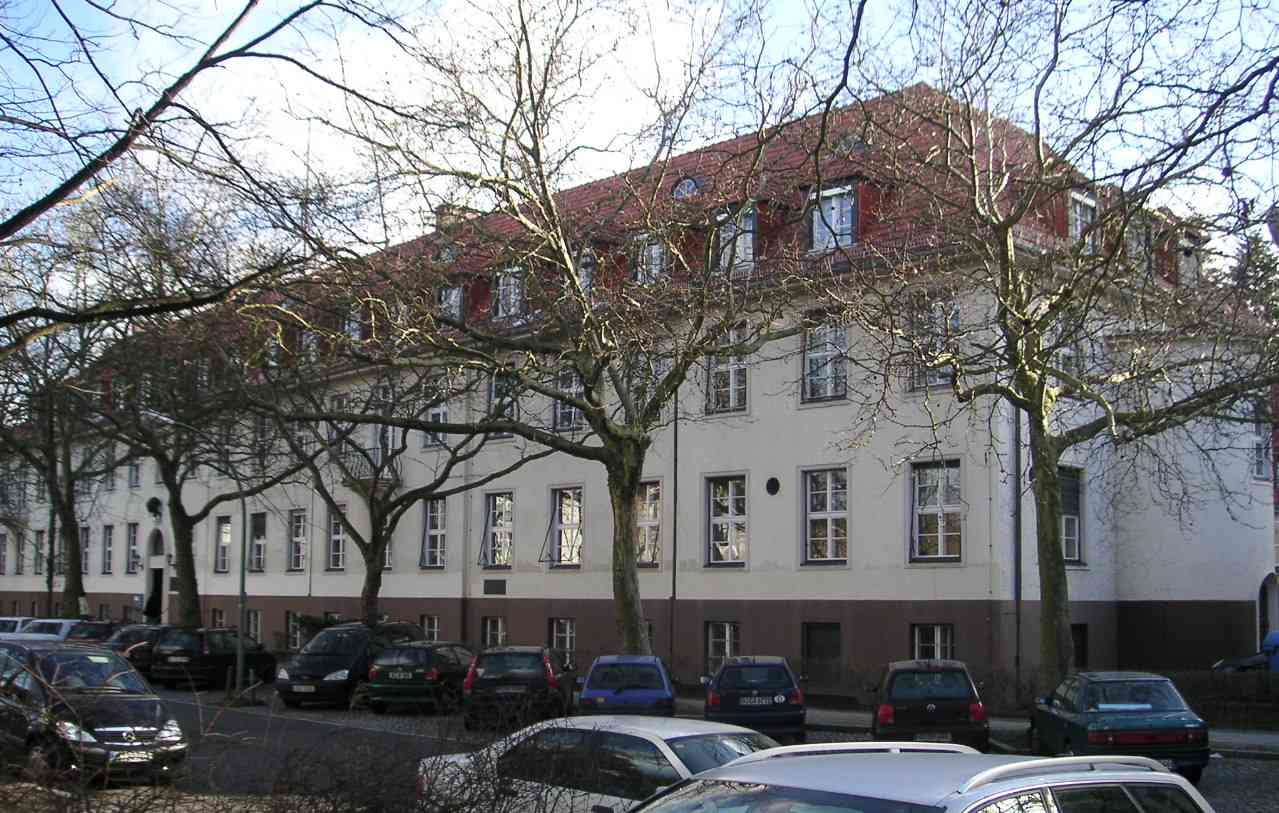
Le bâtiment de l'Institut (photographie de février 2005).

L’Institut Kaiser-Wilhelm d'anthropologie, d'hérédité humaine et d'eugénisme (Kaiser-Wilhelm-Institut für Anthropologie, menschliche Erblehre und Eugenik) est un établissement de recherche scientifique allemand dont la période d'activité s'est étendue sur une période de 18 années, de 1927 à 1945. La finalité de l'institut est l'eugénisme et l'hygiène raciale. Après 1941 à la suite de l'avance allemande sur le front de l'Est, cela s'est exacerbé en un nettoyage ethnique incluant la « Solution finale ».

## Histoire
En 1922, confrontés à la désinformation scientifique de l'extrême-droite allemande sous la république de Weimar, des chercheurs en génétique avaient réclamé la création d'un « établissement scientifique pour l’étude de l’hérédité et des populations humaines ». L'Institut fut fondé par la Fondation de l'Empereur-Guillaume en 1926 dans le quartier de Dahlem, à Berlin, et fut inauguré en 1927. Bien qu'ayant initialement déclaré avoir l'intention de prendre ses distances « avec les fanatiques et les dilettantes des mouvements politiques racistes et hygiénistes », l'Institut est dès son origine imprégné, comme toute l'époque, d'un « « eugénisme positif » » selon les termes d'Alexis Carrel et de Francis Galton, visant non pas à exterminer des êtres humains, mais à favoriser ceux jugés plus performants selon les critères anthropologiques racistes de ce temps. Les programmes de recherches ont été financés jusqu'en 1939 par la Fondation Rockefeller.
L'institut comprenait 3 sections : « anthropologie » dirigée par Eugen Fischer ; « hérédité humaine » dirigée par Otmar von Verschuer, et « eugénisme » dirigée par Hermann Muckermann. Rapidement, avec l'accession au pouvoir des nazis, l'institut est passé de l'« « eugénisme positif » » à l'« hygiène raciale » prônée par Fritz Lenz, Otmar von Verschuer et Eugen Fischer. C'est sous la direction de ce dernier que fut entreprise la stérilisation des « bâtards de Rhénanie » issus de l'union de soldats français africains et de civiles allemandes à la suite de l'occupation de la région par les troupes françaises en application du traité de Versailles. L'épisode avait donné lieu a une intense campagne de propagande raciste connue sous le nom de « honte noire ». Pendant la Seconde Guerre mondiale, l'institut reçut régulièrement du Dr Josef Mengele d'Auschwitz des fragments de corps humains, notamment des yeux et des crânes destinés à être utilisés pour « démontrer » les théories raciales et servir de justification aux politiques nazies d'extermination fondées sur l'appartenance raciale ou prétendue telle.
Lors de la capitulation allemande, en mai 1945, des milliers de dossiers et d'échantillons de laboratoire de l'Institut furent transférés dans un endroit inconnu ou détruits, et ne purent jamais être retrouvés par les Alliés pour servir de preuves dans les procès pour crimes de guerre dus à l'idéologie raciale nazie, qui avait « justifié » les génocides de masse commis par le Troisième Reich en Europe. Parmi les personnels de l'Institut, beaucoup échappèrent aux procès.

## Directeurs
- 1927-1942 : Eugen Fischer
- 1942-1945 : Otmar von Verschuer